# Taurus Awards 2009
Die Taurus Awards 2009 waren die achte Verleihung des Taurus Award, eine US-amerikanische Auszeichnung für Filmstunts, welche am 16. Mai 2009 erneut wie seit 2003 auf einem Backlot der Paramount Pictures sowie dem Paramount Theater stattfanden.

## Verleihung
Aufgrund der Wirtschaftslage wurde auf eine Fernsehshow verzichtet. Als größte Gewinner gingen die beiden Filmproduktionen The Dark Knight sowie Iron Man aus der Verleihung hervor.
Aus diesem Grund wurde wie im Vorjahr auf die Verleihung des Taurus Lifetime Achievement Award for an Action Movie Star, des Taurus Lifetime Achievement Award sowie des Action Movie Star of the Year verzichtet.

## Gewinner und Nominierte
Der Taurus Award wird jährlich in wechselnden Kategorien vergeben. Im Jahr 2009 erfolgt die Verleihung in folgenden Kategorien.
Zeitleiste der Kategorien des Taurus Award
Die Auszeichnungen wurden wie seit 2003 üblich in neun Kategorien verliehen, in denen insgesamt 26 verschiedene Filme nominiert wurden. Dabei wurde der Film The Dark Knight mit fünf Nominierungen am häufigsten nominiert. Dieser Film erhielt zugleich mit fünf Auszeichnungen die meisten Taurus Awards und stellte damit den seit den Taurus Awards 2002 bestehenden Rekord des Films The Fast and the Furious ein. Damit wurde mit The Dark Knight zugleich erstmals ein Film in sämtlichen Kategorien ausgezeichnet, in denen er nominiert war. Wurde im Vorjahr erstmals keine deutsche Actionserie als beste ausländische Produktion ausgezeichnet, so erhielt die deutsche Actionserie Alarm für Cobra 11 – Die Autobahnpolizei zum dritten Mal die Auszeichnung in der Kategorie Bester Stunt in einem ausländischen Film.
Folgende Filme des Vorjahres wurden 2009 nominiert sowie mit dem Taurus Award ausgezeichnet.
| Kategorie (Englische Originalbezeichnung)                                 | Nominierte Filme (Gewinner fett markiert)                                |
| ------------------------------------------------------------------------- | ------------------------------------------------------------------------ |
| Beste Kampfszene (Best Fight)                                             | Die Chroniken von Narnia: Prinz Kaspian von Narnia                       |
| Beste Kampfszene (Best Fight)                                             | The Dark Knight                                                          |
| Beste Kampfszene (Best Fight)                                             | Hellboy – Die goldene Armee                                              |
| Beste Kampfszene (Best Fight)                                             | Punisher: War Zone                                                       |
| Bester Feuerstunt (Best Fire)                                             | Death Race                                                               |
| Bester Feuerstunt (Best Fire)                                             | Iron Man                                                                 |
| Bester Feuerstunt (Best Fire)                                             | Punisher: War Zone                                                       |
| Bester Feuerstunt (Best Fire)                                             | John Rambo                                                               |
| Bester Stunt in der Höhe (Best High Work)                                 | The Dark Knight                                                          |
| Bester Stunt in der Höhe (Best High Work)                                 | Eagle Eye – Außer Kontrolle                                              |
| Bester Stunt in der Höhe (Best High Work)                                 | The Happening                                                            |
| Bester Stunt in der Höhe (Best High Work)                                 | James Bond 007: Ein Quantum Trost                                        |
| Bester Stunt in der Höhe (Best High Work)                                 | Leg dich nicht mit Zohan an                                              |
| Bester Fahrzeugstunt (Best Work With A Vehicle)                           | The Dark Knight                                                          |
| Bester Fahrzeugstunt (Best Work With A Vehicle)                           | Death Race                                                               |
| Bester Fahrzeugstunt (Best Work With A Vehicle)                           | James Bond 007: Ein Quantum Trost                                        |
| Bester Fahrzeugstunt (Best Work With A Vehicle)                           | Sieben Leben                                                             |
| Bester Fahrzeugstunt (Best Work With A Vehicle)                           | 8 Blickwinkel                                                            |
| Bester Spezialstunt (Best Specialty Stunt)                                | Bedtime Stories                                                          |
| Bester Spezialstunt (Best Specialty Stunt)                                | The Dark Knight                                                          |
| Bester Spezialstunt (Best Specialty Stunt)                                | Die Mumie: Das Grabmal des Drachenkaisers                                |
| Bester Spezialstunt (Best Specialty Stunt)                                | Semi-Pro                                                                 |
| Bester Spezialstunt (Best Specialty Stunt)                                | Leg dich nicht mit Zohan an                                              |
| Härtester Schlag (Hardest Hit)                                            | Die Chroniken von Narnia: Prinz Kaspian von Narnia                       |
| Härtester Schlag (Hardest Hit)                                            | Ein Schatz zum Verlieben                                                 |
| Härtester Schlag (Hardest Hit)                                            | Hancock                                                                  |
| Härtester Schlag (Hardest Hit)                                            | Iron Man                                                                 |
| Härtester Schlag (Hardest Hit)                                            | Die Mumie: Das Grabmal des Drachenkaisers                                |
| Bester Stunt einer Frau (Best Overall Stunt By A Stunt Woman)             | Eagle Eye – Außer Kontrolle                                              |
| Bester Stunt einer Frau (Best Overall Stunt By A Stunt Woman)             | Die Mumie: Das Grabmal des Drachenkaisers                                |
| Bester Stunt einer Frau (Best Overall Stunt By A Stunt Woman)             | Wanted                                                                   |
| Bester Stunt einer Frau (Best Overall Stunt By A Stunt Woman)             | Der Ja-Sager                                                             |
| Bester Stuntkoordinator (Best Stunt Coordinator And/Or 2nd Unit Director) | The Dark Knight                                                          |
| Bester Stuntkoordinator (Best Stunt Coordinator And/Or 2nd Unit Director) | Death Race                                                               |
| Bester Stuntkoordinator (Best Stunt Coordinator And/Or 2nd Unit Director) | Iron Man                                                                 |
| Bester Stuntkoordinator (Best Stunt Coordinator And/Or 2nd Unit Director) | James Bond 007: Ein Quantum Trost                                        |
| Bester Stuntkoordinator (Best Stunt Coordinator And/Or 2nd Unit Director) | Tropic Thunder                                                           |
| Bester Stuntkoordinator (Best Stunt Coordinator And/Or 2nd Unit Director) | 8 Blickwinkel                                                            |
| Bester Stunt in einem ausländischen Film (Best Action In A Foreign Film)  | Alarm für Cobra 11 – Die Autobahnpolizei (Deutschland)                   |
| Bester Stunt in einem ausländischen Film (Best Action In A Foreign Film)  | La leyenda (Argentinien)                                                 |
| Bester Stunt in einem ausländischen Film (Best Action In A Foreign Film)  | Street Racers (Stritreysery) (Russland)                                  |
| Bester Stunt in einem ausländischen Film (Best Action In A Foreign Film)  | Glina (Polen)                                                            |
| Bester Stunt in einem ausländischen Film (Best Action In A Foreign Film)  | Arn – The Kingdom at Road’s End (Arn – Riket vid vägens slut) (Schweden) |